# Indiana Pacers 2013-2014
La stagione 2013-14 degli Indiana Pacers fu la 39ª nella NBA per la franchigia.
Gli Indiana Pacers vinsero la Central Division della Eastern Conference con un record di 56-26. Nei play-off vinsero il primo turno con gli Atlanta Hawks (4-3), la semifinale di conference con i Washington Wizards (4-2), perdendo poi la finale di conference con i Miami Heat (4-2).

## Roster
| N° | Naz.                   | Ruolo | Sportivo         | Anno | Alt. | Peso \|\| |
| -- | ---------------------- | ----- | ---------------- | ---- | ---- | --------- |
| 1  | Stati Uniti (bandiera) | G     | Lance Stephenson | 1990 | 196  | 95        |
| 3  | Stati Uniti (bandiera) | G     | George Hill      | 1986 | 188  | 82        |
| 4  | Argentina (bandiera)   | A     | Luis Scola       | 1980 | 206  | 111       |
| 5  | Stati Uniti (bandiera) | A     | Lavoy Allen      | 1989 | 206  | 102       |
| 8  | Stati Uniti (bandiera) | G     | Rasual Butler    | 1979 | 201  | 93        |
| 9  | Stati Uniti (bandiera) | A     | Solomon Hill     | 1991 | 201  | 100       |
| 11 | Stati Uniti (bandiera) | G     | Orlando Johnson  | 1989 | 196  | 102       |
| 12 | Stati Uniti (bandiera) | A     | Evan Turner      | 1988 | 201  | 93        |
| 15 | Stati Uniti (bandiera) | G     | Donald Sloan     | 1988 | 193  | 93        |
| 17 | Stati Uniti (bandiera) | C     | Andrew Bynum     | 1987 | 213  | 129       |
| 21 | Stati Uniti (bandiera) | A     | David West       | 1980 | 206  | 109       |
| 23 | Stati Uniti (bandiera) | A     | Chris Copeland   | 1984 | 206  | 107       |
| 24 | Stati Uniti (bandiera) | GA    | Paul George      | 1990 | 208  | 100       |
| 28 | Francia (bandiera)     | C     | Ian Mahinmi      | 1986 | 211  | 104       |
| 32 | Stati Uniti (bandiera) | G     | C.J. Watson      | 1984 | 188  | 82        |
| 33 | Stati Uniti (bandiera) | A     | Danny Granger    | 1983 | 206  | 103       |
| 55 | Stati Uniti (bandiera) | C     | Roy Hibbert      | 1986 | 218  | 126       |

## Staff tecnico
- Allenatore: Frank Vogel
- Vice-allenatori: Dan Burke, Nate McMillan, Popeye Jones
- Preparatore fisico: Shawn Windle
- Preparatore atletico: Josh Corbell
- Assistente preparatore atletico: Carl Eaton